# Sphingidites weidneri
Sphingidites este un gen dispărut de molii din familia Sphingidae. Conținea o singură specie, Sphingidites weidneri, a cărei fosilă a fost găsită în Germania și datată din pliocen. 